# 누노베 다카노리
누노베 다카노리(일본어: 布部 陽功, 1973년 9월 23일 ~ )는 일본의 전 축구 선수이다.

## 구단 경력
과거 베르디 가와사키, 주빌로 이와타, 비셀 고베, 세레소 오사카, 아비스파 후쿠오카에서 활동하였다.

## 지도자 경력
은퇴 후에는 아비스파 후쿠오카(2009년)와 가시와 레이솔(2010년-2016년)의 코치를 거쳐, 2017년부터 2018년까지 교토 상가 FC에서 감독을 맡았다.